# 有限生成アーベル群
有限生成アーベル群（ゆうげんせいせいアーベルぐん、英：Finitely_generated_abelian_group）とは、抽象代数学において、アーベル群 (G,+) が有限生成 (finitely generated) であるとは、G の有限個の元 x1,...,xs が存在して、G のすべての元 x が n1,...,ns を整数として
x = n1x1 + n2x2 + ... + nsxs
の形に書けるということである。
この場合、集合 {x1,...,xs} を G の生成系あるいは生成集合 (generating set) といい、 x1, ..., xs は G を 生成する (generate) という。
明らかに、すべての有限アーベル群は有限生成である。有限生成アーベル群は単純な構造をもっており、以下で説明するように完全に分類することができる。

## 例
- 整数全体の成す加法群 {\displaystyle \left(\mathbb {Z} ,+\right)} は有限生成アーベル群である。
- n を法とする整数の合同類の成す加法群 {\displaystyle (\mathbb {Z} _{n},+)} は有限生成アーベル群である。
- 有限個の有限生成アーベル群の任意の群の直和は再び有限生成アーベル群である。
- すべての格子 (群)は有限生成自由アーベル群をなす。

（同型を除いて）他の例は存在しない。とくに、有理数全体の群 {\displaystyle (\mathbb {Q} ,+)} は有限生成でない： {\displaystyle x_{1},\ldots ,x_{n}} を有理数として、すべての分母と互いに素な自然数 {\displaystyle k} をとると、{\displaystyle 1/k} は {\displaystyle x_{1},\ldots ,x_{n}} によって生成できない。0 でない有理数全体の群 {\displaystyle \left(\mathbb {Q} ^{*},\cdot \right)} もまた有限生成でない。

## 有限生成アーベル群の基本定理
単項イデアル整域上の有限生成加群の構造定理の特別な場合である有限生成アーベル群の基本定理 (fundamental theorem of finitely generated abelian groups) は（単項イデアル整域の場合と同様に）2通りに述べることができる。

### 準素分解
準素分解の定式化が述べているのは、すべての有限生成アーベル群 G は準素巡回群と無限巡回群の直和に同型である。準素巡回群は位数が素数のベキであるような群である。つまり、すべての有限生成アーベル群は次の形の群に同型である：
{\displaystyle \mathbb {Z} ^{n}\oplus \mathbb {Z} _{q_{1}}\oplus \cdots \oplus \mathbb {Z} _{q_{t}},}
ただしランク n ≥ 0 で、数 q1, ..., qt は（異なる必要はない）素数のベキである。とくに、G が有限であることと n = 0 は同値である。n と q1, ..., qt の値は（添え字の付け替えを除いて）G によって一意的に決定される。

### 不変因子分解
任意の有限生成アーベル群 G を次の形の直和として書くこともできる：
{\displaystyle \mathbb {Z} ^{n}\oplus \mathbb {Z} _{k_{1}}\oplus \cdots \oplus \mathbb {Z} _{k_{u}},}
ただし k1 は k2 を割り切り、k2 は k3 を割り切り、同様に ku まで続く。再び、ランク n と不変因子 k1,...,ku は G によって順序も込めて一意的に決まる。

### 同値性
これらのステートメントは中国剰余定理によって同値である。ここでそれが述べているのは、{\displaystyle \mathbb {Z} _{m}\simeq \mathbb {Z} _{j}\oplus \mathbb {Z} _{k}} であることと、j と k が互いに素で m = jk であることは同値である。

### コメント
有限生成アーベル群は有限の階数として、上の n を持つ。一方でこの逆は正しくなく、有限の階数を持つが有限生成でないアーベル群はたくさんある。
この定理によって有限生成なアーベル群、特に位数が有限なアーベル群は完全に分類できる。そのため、これは群論において大変有用な定理である。これに対して、有限生成でないアーベル群に関しては、今でも研究が進められている。特に、階数が無限のアーベル群は非常に複雑になる。
もう少し一般化して、単項イデアル整域上の有限生成加群に対しても全く同様の定理が証明できる。

### 系
基本定理を別の言い方をすると、有限生成アーベル群はそれぞれが同型を除いて一意であるような有限ランクの自由アーベル群と有限アーベル群の直和である。有限アーベル群はちょうど G の捩れ部分群である。G のランクは G の torsion-free 部分のランクとして定義される。これはちょうど上の公式の数 n である。
基本定理の系は、すべてのねじれのない有限生成アーベル群は自由アーベル群であるというものである。有限生成の条件はここで本質的である： {\displaystyle \mathbb {Q} } はねじれがないが自由アーベルでない。
有限生成アーベル群のすべての部分群と商群は再び有限生成アーベル群である。群準同型とともに有限生成アーベル群は、アーベル群の圏のセール部分圏であるアーベル圏をなす。

## 有限生成でないアーベル群
有限ランクのすべてのアーベル群が有限生成というわけではないことに注意せよ。ランク 1 の群 {\displaystyle \mathbb {Q} } は1つの反例であり、{\displaystyle \mathbb {Z} _{2}} の可算無限個のコピーの直和によって与えられるランク 0 の群は別の例である。